# 1933年ウィンブルドン選手権
1933年 ウィンブルドン選手権（1933ねんウィンブルドンせんしゅけん、The Championships, Wimbledon 1933）に関する記事。イギリス・ロンドン郊外にある「オールイングランド・ローンテニス・アンド・クローケー・クラブ」にて開催。

## シード選手

### 男子シングルス
1. エルスワース・バインズ　（準優勝）
2. ジャック・クロフォード　（初優勝）
3. アンリ・コシェ　（ベスト4）
4. ヘンリー・オースチン　（ベスト8）
5. クリフォード・サッター　（4回戦）
6. フレッド・ペリー　（2回戦）
7. 佐藤次郎　（ベスト4）
8. ハロルド・リー　（4回戦）

### 女子シングルス
1. ヘレン・ウィルス・ムーディ　（優勝、2年連続6度目）
2. ドロシー・ラウンド　（準優勝）
3. マーガレット・スクリブン　（ベスト8）
4. シモーヌ・マチュー　（ベスト8）
5. ヘレン・ジェイコブス　（ベスト4）
6. ヒルデ・クラーヴィンケル　（ベスト4）
7. ヤドヴィガ・イェンジェヨフスカ　（3回戦）
8. ロレット・パヨー　（ベスト8）

### 男子ダブルス
1. ジャン・ボロトラ＆ ジャック・ブルニョン
2. エルスワース・バインズ＆ キース・グレッドヒル
3. フレッド・ペリー＆ ジョージ・ヒューズ
4. ノーマン・ファーカーソン＆ バーノン・カービー

### 女子ダブルス
1. エリザベス・ライアン＆ シモーヌ・マチュー
2. ドロシー・ラウンド＆ メアリー・ヒーリー
3. マーガレット・スクリブン＆ ヨサンヌ・シガール
4. ベティ・ナットール＆ アイリーン・ベネット

### 混合ダブルス
1. エンリケ・マイアー＆ エリザベス・ライアン
2. ジャン・ボロトラ＆ ベティ・ナットール
3. ジョージ・ヒューズ＆ ヘレン・ウィルス・ムーディ
4. ノーマン・ファーカーソン＆ メアリー・ヒーリー

## 大会経過

### 男子シングルス
準々決勝
- エルスワース・バインズ vs.  ロデリク・メンツェル　6-2, 6-4, 3-6, 6-3
- アンリ・コシェ vs.  レスター・ストーフェン　3-6, 6-4, 6-3, 6-1
- 佐藤次郎 vs.  ヘンリー・オースチン　7-5, 6-3, 2-6, 2-6, 6-2
- ジャック・クロフォード vs.  ジョージ・ヒューズ　6-1, 6-1, 7-5

準決勝
- エルスワース・バインズ vs.  アンリ・コシェ　6-2, 8-6, 3-6, 6-1
- ジャック・クロフォード vs.  佐藤次郎　6-3, 6-4, 2-6, 6-4

### 女子シングルス
準々決勝
- ヘレン・ウィルス・ムーディ vs.  ロレット・パヨー　6-4, 6-1
- ヒルデ・クラーヴィンケル vs.  マーガレット・スクリブン　6-4, 3-6, 6-1
- ヘレン・ジェイコブス vs.  シモーヌ・マチュー　6-1, 1-6, 6-2
- ドロシー・ラウンド vs.  ルチア・バレリオ　6-3, 6-2

準決勝
- ヘレン・ウィルス・ムーディ vs.  ヒルデ・クラーヴィンケル　6-4, 6-3
- ドロシー・ラウンド vs.  ヘレン・ジェイコブス　4-6, 6-4, 6-2

## 決勝戦の結果
男子シングルス
- ジャック・クロフォード vs.  エルスワース・バインズ　4-6, 11-9, 6-2, 2-6, 6-4

女子シングルス
- ヘレン・ウィルス・ムーディ vs.  ドロシー・ラウンド　6-4, 6-8, 6-3

男子ダブルス
- ジャン・ボロトラ＆ ジャック・ブルニョン vs.  佐藤次郎＆ 布井良助　4-6, 6-3, 6-3, 7-5

女子ダブルス
- エリザベス・ライアン＆ シモーヌ・マチュー vs.  フレダ・ジェームズ＆ ビリー・ヨーク　6-2, 9-11, 6-4

混合ダブルス
- ゴットフリート・フォン・クラム＆ ヒルデ・クラーヴィンケル vs.  ノーマン・ファーカーソン＆ メアリー・ヒーリー　7-5, 8-6